# Croznato
Croznato, o Hroznata (Teplá, 1160 circa – Kinsberg, 14 luglio 1217), è stato un religioso ceco.
Canonico premostratense, fu rapito dai predoni e lasciato morire di fame. Considerato martire, il suo culto come beato è stato confermato da papa Leone XIII nel 1897.

## Biografia
Di nobile famiglia boema, dopo la morte della moglie e dell'unico figlio fondò sui suoi possedimenti il monastero premostratense di Teplá.
Era una personalità importante della corte di Praga e nel 1198 fece voto di partire per la crociata in Terrasanta ma, poiché il progetto di crociata fallì, papa Celestino III commutò il voto in quello di fondare un monastero di canonichesse premostratensi: sorse così, verso il 1200, il monastero di San Venceslao a Chotěšov.
Nel 1201 Croznato stesso abbracciò la vita religiosa come fratello laico tra i canonici premostratensi di Teplà e l'abate gli affidò l'amministrazione dei beni del monastero.
Catturato da una banda di briganti, fu imprigionato nel castello di Kinsberg e fu chiesto un riscatto all'abate di Teplà per ottenerne la liberazione, ma Croznato morì durante la prigionia per i maltrattamenti subiti.

## Il culto
Il suo corpo fu sepolto davanti all'altare maggiore della chiesa abbaziale di Teplá. Croznato fu subito onorato come martire ed ebbe subito culto popolare.
Su richiesta del cardinale Schönborn, arcivescovo di Praga, e dell'ordine premostratense, con decreto del 16 settembre 1897, papa Leone XIII ne confermò il culto con il titolo di beato.
Il suo elogio si legge nel martirologio romano al 14 luglio.